# 道の駅雨晴
道の駅雨晴（みちのえき あまはらし）は、富山県高岡市太田にある国道415号の道の駅。富山湾西部の雨晴海岸に面している。

## 概要
富山県と高岡市が共同で整備した。外観は豪華客船を思わせるデザインを採用している、一帯は、崖が海のすぐ近くに迫った狭い場所に国道415号と西日本旅客鉄道（JR西日本）氷見線が通り、道の駅敷地は東西は約200メートルほどあるものの、奥行きは最狭部では4メートルほどと細長く、結果的に船のようなデザインになった。中部建築賞を受賞している。
建物は鉄筋コンクリート造り3階建てである。2、3階に展望デッキ、1階に情報発信コーナー、2階にカフェスタイルの飲食スペースと土産物売り場がそれぞれ設けられている。

## 施設
2階と3階には展望デッキが設置されており、立山連峰や雨晴海岸が一望できる（24時間利用可能）。
- 駐車場：39台[4]
  - 普通車：34台
  - 大型車：4台
  - 身障者用：1台
- トイレ 27器
  - 男（大）6器
  - 男（小）8器
  - 女 11器
  - 身障者用 2器
- 情報発信コーナー（1階）
- Souvenir Shop ARISO（2階・売店）
- Cafe ISOMI TERRACE（2階・カフェ）
- 展望デッキ（2階・3階、24時間開放）
  - マーケットスペース（2階展望デッキ）
  - りん鐘（高岡銅器製、2階展望デッキ）[9][10]
  - 歌碑（松尾芭蕉・大伴家持、2階展望デッキ）[9]
  - 世界で最も美しい湾クラブ 富山湾PR看板（2階展望デッキ）[9]
- 多目的ルーム（3階）
- EV充電器

### 管理団体
- 設置者：高岡市
- 指定管理者：株式会社ジェック経営コンサルタント[2][6][11]

## アクセス

### 自家用車
- 国道415号 - 登録路線
- 高岡北ICより車で15分。

### 鉄道
- 氷見線雨晴駅より徒歩約5分[7]。